# 宮崎第一信用金庫
宮崎第一信用金庫（みやざきだいいちしんようきんこ）は、宮崎県宮崎市に本店を置いている信用金庫である。

## 概要
2020年1月20日に宮崎都城信用金庫と南郷信用金庫が合併して発足した。
存続金庫は宮崎都城信金で、合併後の本店は同信金の本店である。営業エリアは宮崎市以南の地域全体をカバーしている。その後、2019年12月に、合併期日を2020年1月20日とすること、合併後の金庫名は「宮崎第一信用金庫」となることが発表された。新信金の名称について「宮崎市以南で顧客から一番頼りにされる金融機関を目指す」という意味が込められている。

## 沿革
前身金庫の歴史については宮崎都城信用金庫及び南郷信用金庫の記事を参照のこと。
- 2019年1月25日 - 宮崎都城信用金庫と南郷信用金庫が2020年1月に対等合併すると発表[2]。
- 2020年
  - 1月9日 - 九州財務局より合併認可書交付[1]。
  - 1月20日 - 宮崎第一信用金庫発足[1]。

## 営業区域
- 宮崎市、都城市、延岡市（旧北方町、旧北浦町、旧北川町を除く）、日向市（旧東郷町を除く）、日南市、西都市、串間市、小林市、えびの市、児湯郡、東諸県郡、北諸県郡、西諸県郡、東臼杵郡門川町、鹿児島県曽於市、鹿児島県志布志市志布志町・松山町

## 脚註
1. 1 2 3  “宮崎県の2信金合併、20日に「宮崎第一信用金庫」発足”. 日本経済新聞. (2020年1月9日) 2020年1月18日閲覧。
2. 1 2  “宮崎都城信金と南郷信金、20年1月に合併”. 日本経済新聞. (2019年1月25日) 2019年2月16日閲覧。
3. ↑  “宮崎都城、南郷信金合併　貸出金県内信金首位に”. 宮崎日日新聞. (2019年1月26日) 2019年2月16日閲覧。
4. ↑  ごあいさつ (PDF)  - 南郷信用金庫（2019年12月）2020年1月1日閲覧